# Idrottsföreningen Kamraterna Göteborg 2018
Questa voce raccoglie le informazioni riguardanti l'Idrottsföreningen Kamraterna Göteborg, meglio conosciuto come IFK Göteborg, nelle competizioni ufficiali della stagione 2018.

## Maglie e sponsor
È il terzo anno dello sponsor tecnico Kappa. Prioritet Finans continua ad essere sponsor di maglia, come già lo era stato dal 2011 al 2014 e dal giugno 2015 a questa stagione.

La prima maglia è composta da righe verticali biancoblu più strette rispetto a quelle del precedente biennio. La seconda maglia è bianca, con inserti blu che vanno dal colletto alla manica. La terza divisa è praticamente il kit da trasferta dello scorso anno, in prevalenza nero con inserti blu.
| Casa | Trasferta | Terza divisa |

## Rosa
| N. |                     | Ruolo | Calciatore                                  |
| -- | ------------------- | ----- | ------------------------------------------- |
| 2  | Svezia (bandiera)   | D     | Emil Salomonsson                            |
| 3  | Svezia (bandiera)   | D     | Billy Nordström                             |
| 4  | Svezia (bandiera)   | D     | Carl Starfelt                               |
| 5  | Svezia (bandiera)   | D     | Kristopher Da Graca                         |
| 6  | Svezia (bandiera)   | C     | Sebastian Eriksson (capitano fino al 27/06) |
| 6  | Norvegia (bandiera) | C     | Fredrik Oldrup Jensen                       |
| 7  | Svezia (bandiera)   | A     | Tobias Hysén                                |
| 8  | Norvegia (bandiera) | C     | Vajebah Sakor                               |
| 9  | Islanda (bandiera)  | A     | Elías Már Ómarsson                          |
| 9  | Svezia (bandiera)   | A     | Robin Söder                                 |
| 10 | Svezia (bandiera)   | A     | Patrik Karlsson Lagemyr                     |
| 11 | Svezia (bandiera)   | C     | Amin Affane                                 |
| 12 | Svezia (bandiera)   | P     | Pontus Dahlberg                             |
| 14 | Svezia (bandiera)   | A     | Benjamin Nygren                             |

| N. |                        | Ruolo | Calciatore                               |
| -- | ---------------------- | ----- | ---------------------------------------- |
| 15 | Norvegia (bandiera)    | C     | Mikael Ingebrigtsen                      |
| 15 | Svezia (bandiera)      | D     | Marcus Degerlund                         |
| 16 | Svezia (bandiera)      | A     | Gustav Engvall                           |
| 16 | Svezia (bandiera)      | A     | Sargon Abraham                           |
| 19 | Svezia (bandiera)      | C     | August Erlingmark                        |
| 20 | Svezia (bandiera)      | D     | Victor Wernersson                        |
| 22 | Georgia (bandiera)     | A     | Giorgi Kharaishvili                      |
| 23 | Svezia (bandiera)      | D     | David Boo Wiklander (capitano dal 29/06) |
| 24 | Svezia (bandiera)      | A     | Sebastian Ohlsson                        |
| 25 | Svezia (bandiera)      | P     | Erik Dahlin                              |
| 26 | Armenia (bandiera)     | D     | André Calisir                            |
| 28 | Nigeria (bandiera)     | C     | Alhassan Yusuf                           |
| 31 | Svezia (bandiera)      | P     | Tom Amos                                 |
| 42 | Stati Uniti (bandiera) | C     | Mikkel Diskerud                          |

## Risultati

### Allsvenskan

#### Girone di andata
| Arbitro: | Kristoffer Karlsson |

|               |           |                                     |
| Jovanović 43’ | Marcatori | 21’ Ómarsson 49’ Ómarsson 72’ Sakor |

| Arbitro: | Mohammed Al-Hakim |

|              |           |                         |
| Diskerud 60’ | Marcatori | 62’ Paulsen 90+1’ Hamad |

| Arbitro: | Andreas Ekberg |

|                         |           |              |
| Edwards 58’ Ghoddos 64’ | Marcatori | 73’ Diskerud |

| Arbitro: | Kristoffer Karlsson |

|               |           |  |
| Engvall 45+1’ | Marcatori |  |

| Arbitro: | Mohammed Al-Hakim |

|                      |           |  |
| Silva 20’ Olsson 50’ | Marcatori |  |

| Arbitro: | Andreas Ekberg |

|                           |           |              |
| Ómarsson 15’ Ómarsson 60’ | Marcatori | 90’ Paulinho |

| Arbitro: | Stefan Johannesson |

|                |           |                               |
| Strandberg 54’ | Marcatori | 42’ Wernersson 58’ Erlingmark |

| Arbitro: | Kaspar Sjöberg |

|  |           |                           |
|  | Marcatori | 47’ Holmberg 90+5’ Skrabb |

| Arbitro: | Martin Strömbergsson |

|             |           |                  |
| Frick 90+5’ | Marcatori | 63’ Kharaishvili |

| Arbitro: | Mohammed Al-Hakim |

|           |           |                               |
| Hysén 75’ | Marcatori | 3’ Mrabti 22’ Beijmo 54’ Ring |

| Arbitro: | Kaspar Sjöberg |

|                       |           |  |
| Gall 34’ Batanero 59’ | Marcatori |  |

| Arbitro: | Kristoffer Karlsson |

|            |           |                                      |
| Affane 73’ | Marcatori | 10’ Diouf 64’ Eriksson 70’ Magnusson |

| Arbitro: | Martin Strömbergsson |

|                                 |           |  |
| Kharaishvili 29’ Ómarsson 90+2’ | Marcatori |  |

| Arbitro: | Mohammed Al-Hakim |

|                                                         |           |                                         |
| Haglund 45+2’ Arvidsson 56’ (rig.) Arvidsson 76’ (rig.) | Marcatori | 12’ (rig.) Salomonsson 37’ Kharaishvili |

| Arbitro: | Patrik Eriksson |

|                                        |           |  |
| Ómarsson 20’ Ómarsson 85’ Ómarsson 88’ | Marcatori |  |

#### Girone di ritorno
| Arbitro: | Kristoffer Karlsson |

|                                   |           |           |
| Romário 50’ (rig.) Fejzullahu 68’ | Marcatori | 58’ Sakor |

| Arbitro: | Glenn Nyberg |

|                                  |           |                                   |
| Karlsson Lagemyr 47’ Ohlsson 57’ | Marcatori | 65’ Ogbu 80’ Haglund 87’ Lundholm |

| Arbitro: | Stefan Johannesson |

|                              |           |             |
| Kharaishvili 21’ Sakor 45+1’ | Marcatori | 25’ Widgren |

| Arbitro: | Bojan Pandžić |

|                                         |           |             |
| Moberg Karlsson 90’ (rig.) Larsen 90+6’ | Marcatori | 75’ Abraham |

| Arbitro: | Kaspar Sjöberg |

|            |           |                  |
| Strand 33’ | Marcatori | 90’ Kharaishvili |

| Arbitro: | Mohammed Al-Hakim |

|                                   |           |                     |
| Söder 70’ Kharaishvili 86’ (rig.) | Marcatori | 23’ Obasi 33’ Frick |

| Arbitro: | Andreas Ekberg |

|                                                       |           |           |
| Lundberg 26’ Irandust 33’ Jeremejeff 48’ Lundberg 63’ | Marcatori | 69’ Söder |

| Arbitro: | Martin Strömbergsson |

|  |           |                            |
|  | Marcatori | 24’ Elyounoussi 89’ Goitom |

| Arbitro: | Bojan Pandžić |

|                                              |           |  |
| Paulsen 26’ Hamad 72’ (rig.) Bakircioglu 79’ | Marcatori |  |

| Arbitro: | Patrik Eriksson |

|                                |           |                         |
| Ohlsson 3’ Kharaishvili 90+10’ | Marcatori | 31’ Nilsson 80’ Hörberg |

| Arbitro: | Andreas Ekberg |

|  |           |                            |
|  | Marcatori | 25’ Ohlsson 59’ Wernersson |

| Arbitro: | Glenn Nyberg |

|                         |           |                            |
| Kharaishvili 87’ (rig.) | Marcatori | 5’ Hallenius 17’ Hallenius |

| Arbitro: | Kristoffer Karlsson |

|                    |           |  |
| Badji 9’ Badji 45’ | Marcatori |  |

| Arbitro: | Martin Strömbergsson |

|  |           |                                         |
|  | Marcatori | 65’ Gall 71’ Rieks 80’ (rig.) Rosenberg |

| Arbitro: | Johan Hamlin |

|                          |           |                                              |
| Boo Wiklander 84’ (aut.) | Marcatori | 7’ Nygren 57’ (rig.) Kharaishvili 89’ Nygren |

### Svenska Cupen 2017-2018

#### Gruppo 7
| Arbitro: | Kristoffer Karlsson |

|              |           |  |
| Diskerud 75’ | Marcatori |  |

| Arbitro: | Adam Ladebäck |

|              |           |          |
| Diskerud 67’ | Marcatori | 19’ Helg |

| Arbitro: | Mohammed Al-Hakim |

|                                   |           |                          |
| Arvidsson 50’ (rig.) Nygren 90+1’ | Marcatori | 54’ Ómarsson 80’ Ohlsson |

#### Fase finale
| Arbitro: | Glenn Nyberg |

|             |           |  |
| Nielsen 18’ | Marcatori |  |

### Svenska Cupen 2018-2019
| Arbitro: | Robert Daradic |

|  |           |                                                     |
|  | Marcatori | 8’ Abraham 73’ Wernersson 76’ Degerlund 85’ Ohlsson |